# Russian Satellite Communications Company

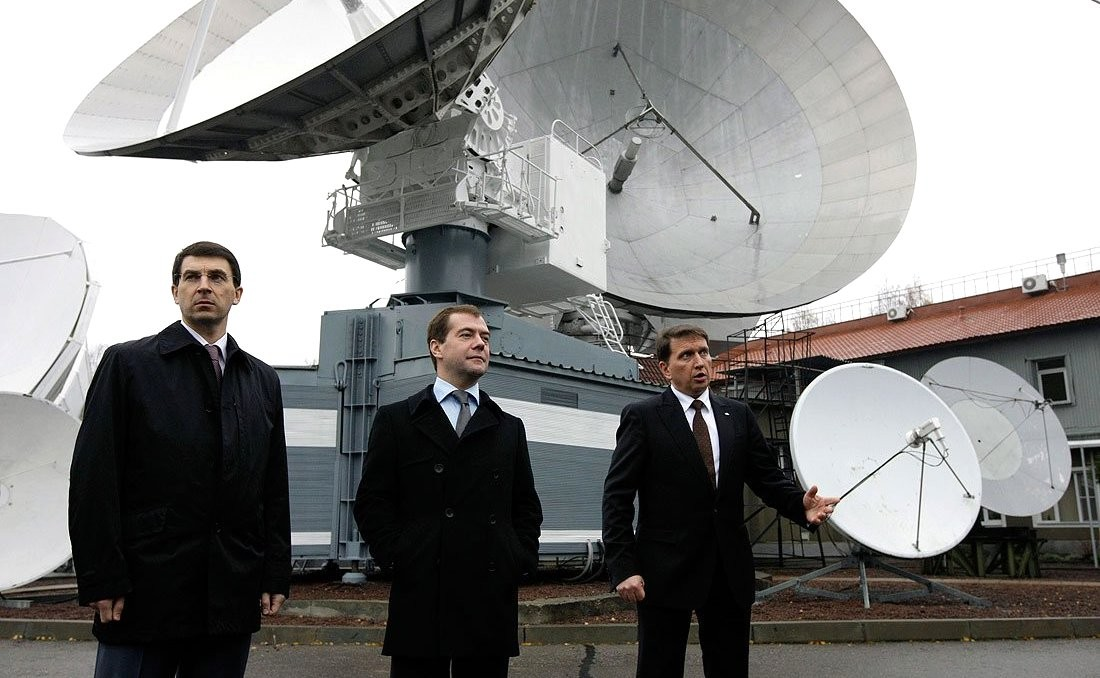
Erdfunkstelle «Medweschi osjora» der RSCC bei Moskau

Die Russian Satellite Communications Company (RSCC, russisch ФГУП «Космическая связь») ist der staatliche Betreiber von zivilen Kommunikationssatelliten in Russland. Die Satelliten tragen den Namen Express und Ekran.
Das FGUP mit Sitz in Moskau gehört zur Fernmeldebehörde Rosswjas. Es wurde 1967 in der Sowjetunion zum Betrieb des Orbita-Systems gegründet.